# Laupheim
Laupheim is een stad in de Duitse deelstaat Baden-Württemberg, gelegen in het Landkreis Biberach. De stad telt 22.579 inwoners.

## Geografie
Laupheim heeft een oppervlakte van 61,80 km² en ligt in het zuidwesten van Duitsland ongeveer 20 km ten zuiden van Ulm en 20 km ten noorden van Biberach in de regio Opper Zwaben. Ten westen van de stad verloopt de Bundesstraße 30. De rivier Rottum stroomt door Laupheim. Laupheim is de op een na grootste stad in het district van Biberach.
De kerkdorpen Baustetten (2.032 inwoners), Bihlafingen (698 inwoners), Obersulmetingen (1.201 inwoners), en Untersulmetingen (1.788 inwoners) zijn administratief onderdelen van Laupheim.

## Galerij

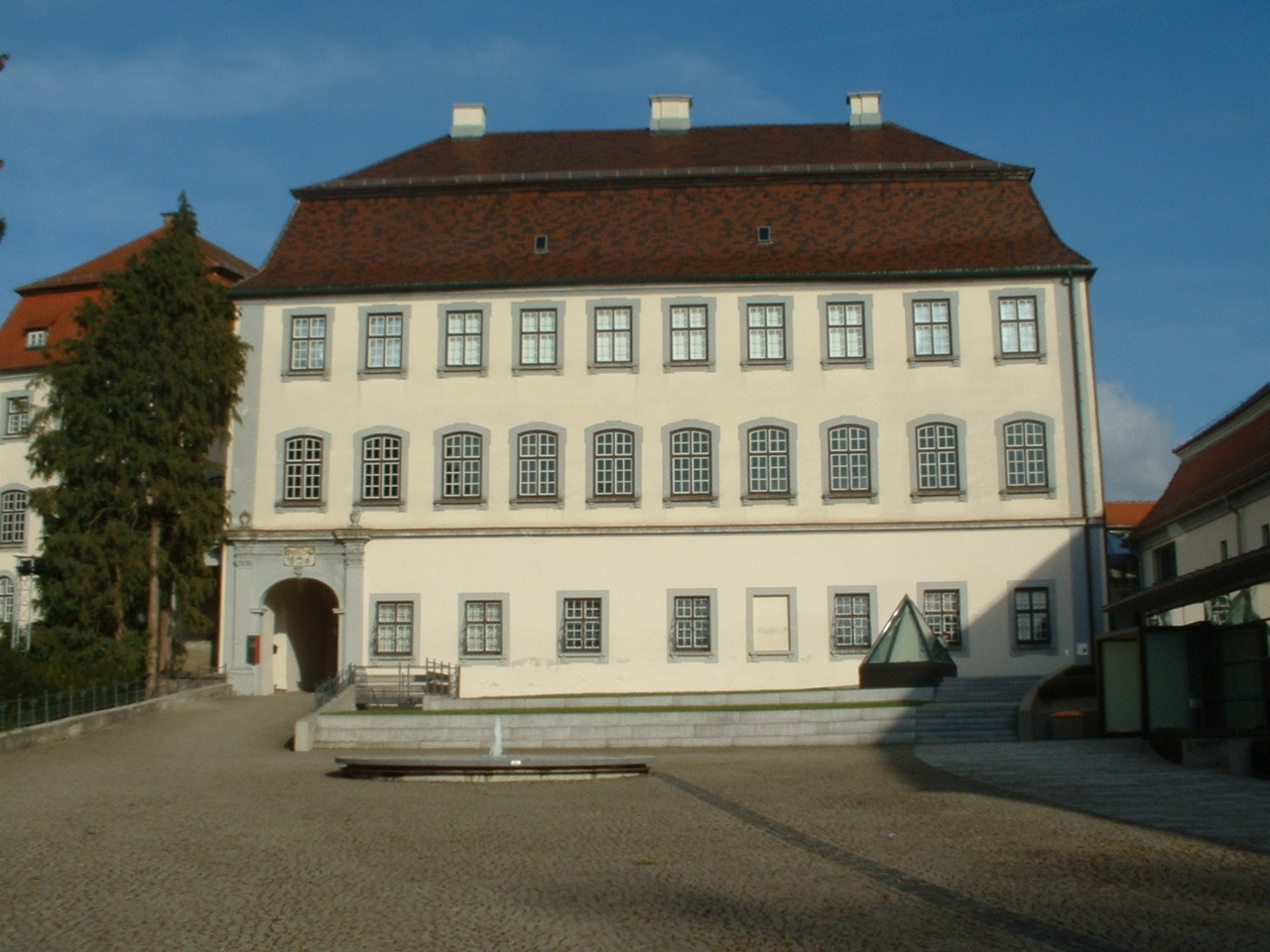
Kasteel Großlaupheim
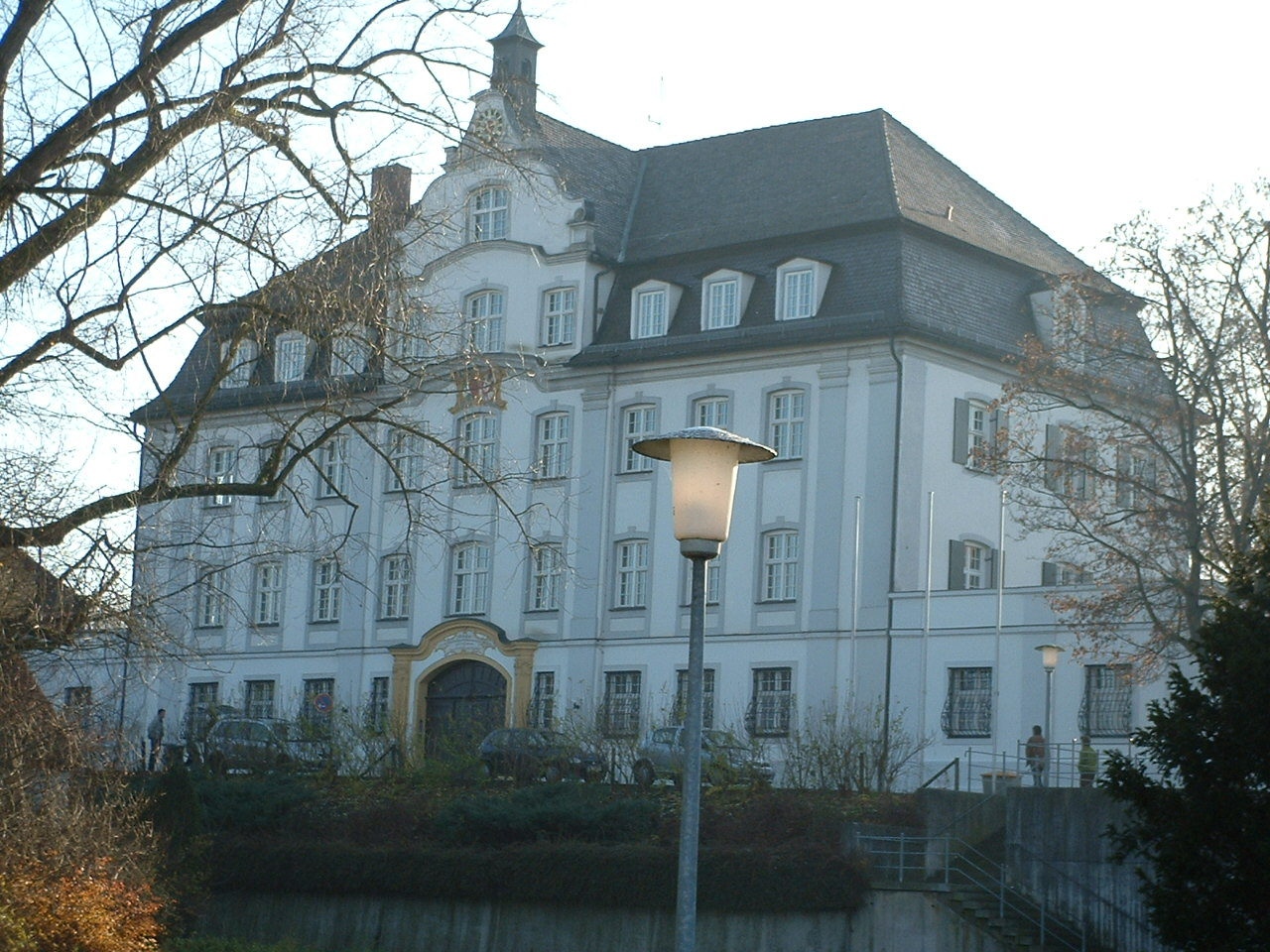
Kasteel Kleinlaupheim
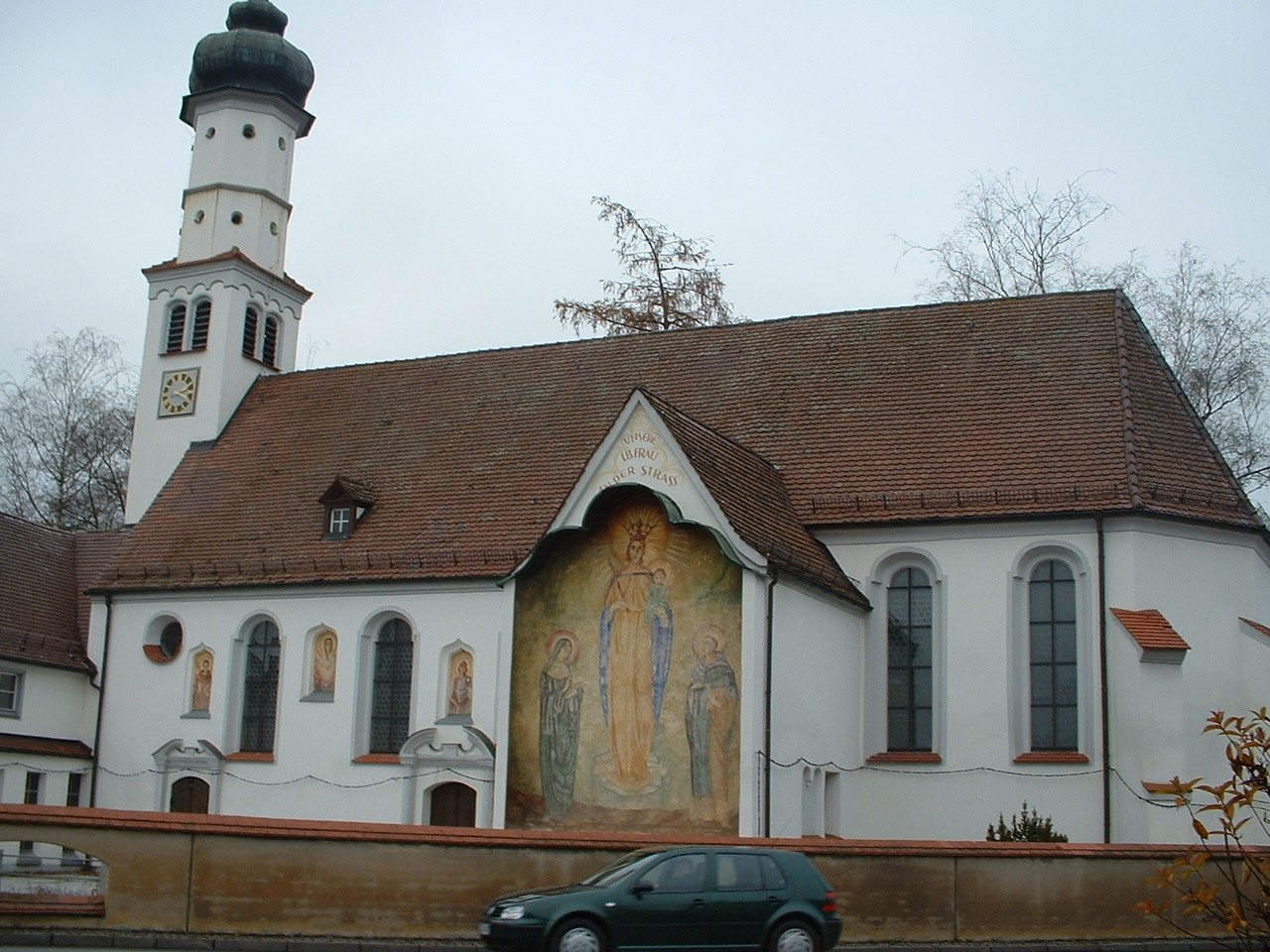
St Leonard kapel

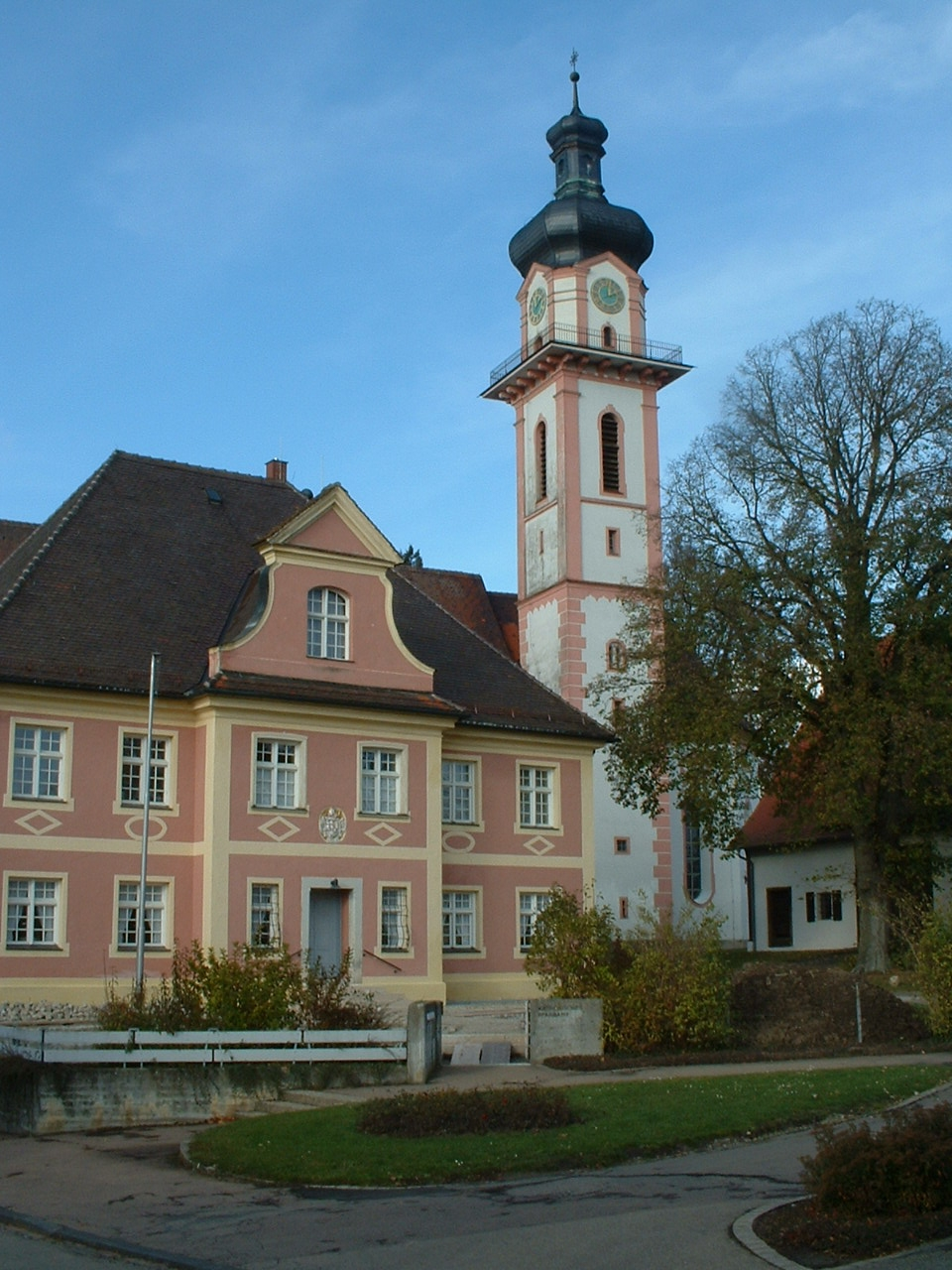
Sint-Petrus-en-Pauluskerk met pastorie
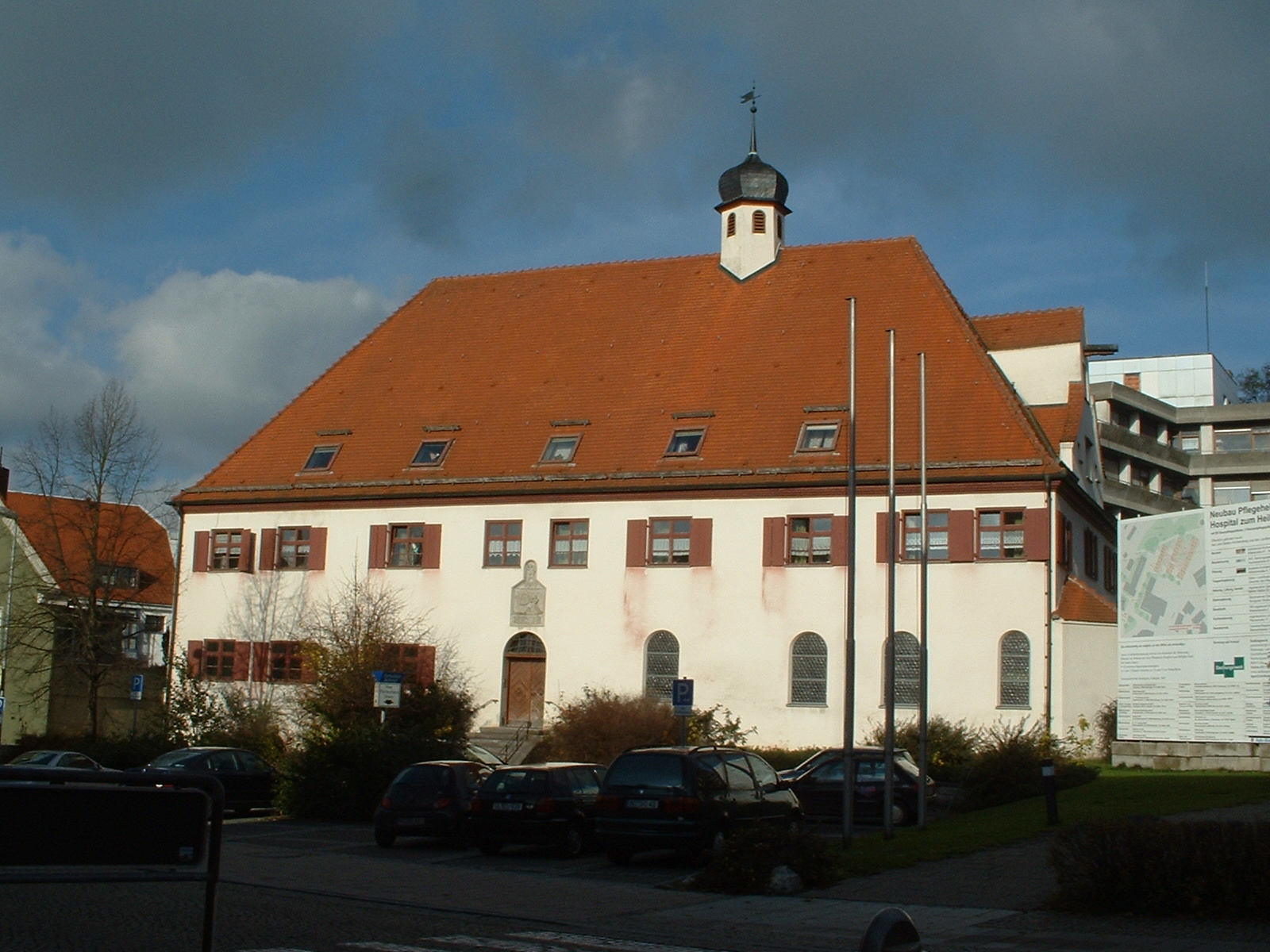
Voormalig hospitaal van de Heilige Geest
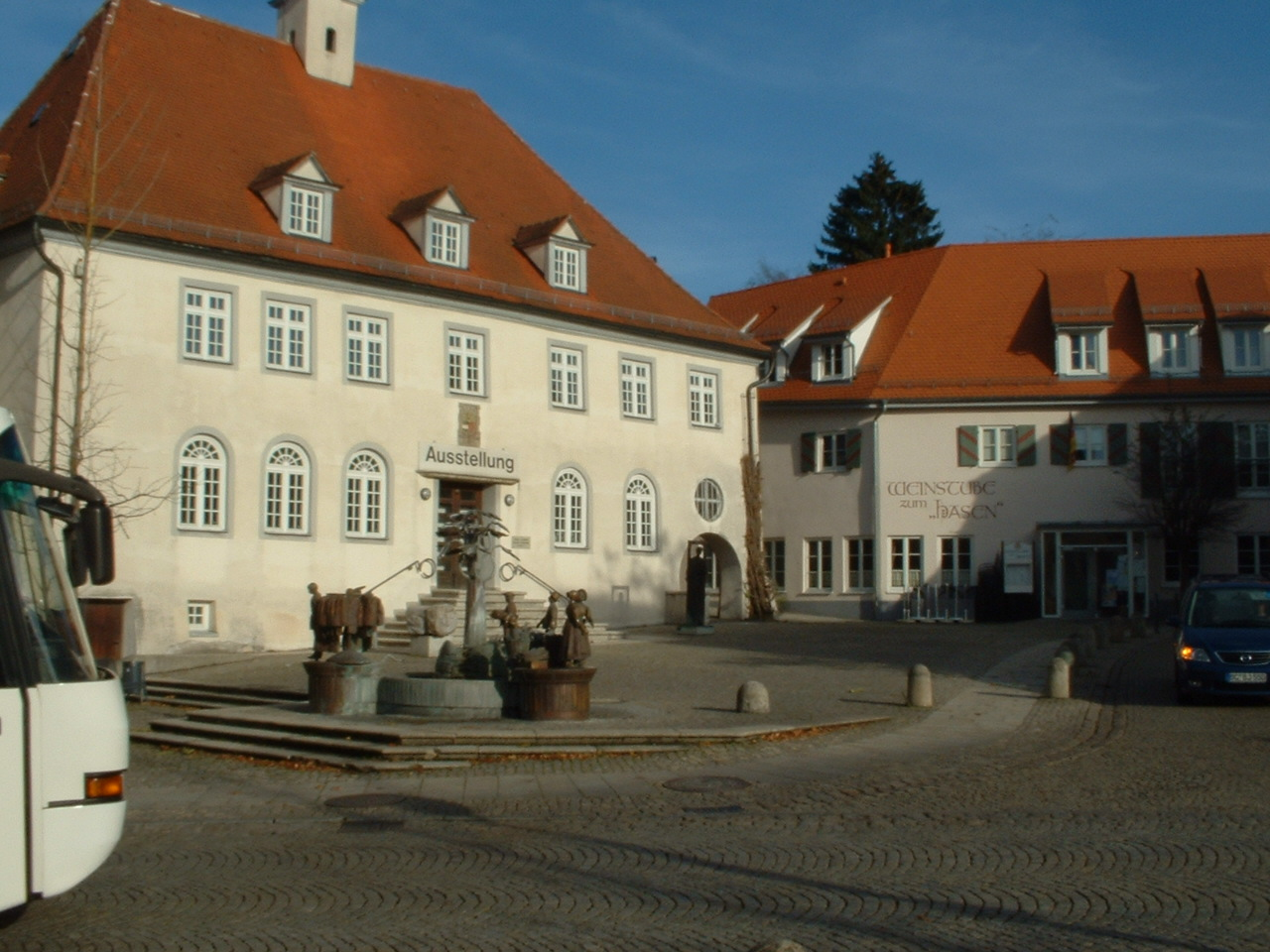
Graanzolder (Schranne)

## Geboren in Laupheim
- 1590, Wilhelm Biener, † 17 juli 1651 in Rattenberg (Tirol), advocaat en kanselier of Tirol.
- 1833, 9 oktober, Kilian von Steiner, † 11 november 1903, bankier.
- 1850, 7 augustus, Moritz Henle, † 24 augustus 1925 in Hamburg, cantor en componist van de joodse reformbeweging.
- 1867, 17 januari, Carl Laemmle, † 24 september 1938 in Beverly Hills filmproducent, oprichter van Universal Studios.
- 1872, Franz Laub, † 30 april 1945, componist, muziekdirecteur van de stad en van de muziekbond van Opper-Zwaben.
- 1878, 29 april, Friedrich Adler, † 1942 in Auschwitz, ontwerper.
- 1914, 12 april, Gretel Bergmann, † 25 juli 2017 in New York, internationaal succesvolle atlete in het hoogspringen.
- 1919, Siegfried Einstein, † 1983 in Mannheim, auteur.
- 1937, 11 april, Gertrud Zelinsky, auteur.
- 1966, 10 februari, Thorsten Wollmann, Duits componist, muziekpedagoog, dirigent, jazzmusicus en trompettist

Achstetten ·
Alleshausen ·
Allmannsweiler ·
Altheim ·
Attenweiler ·
Bad Buchau ·
Bad Schussenried ·
Berkheim ·
Betzenweiler ·
Biberach an der Riß ·
Burgrieden ·
Dettingen an der Iller ·
Dürmentingen ·
Dürnau ·
Eberhardzell ·
Erlenmoos ·
Erolzheim ·
Ertingen ·
Gutenzell-Hürbel ·
Hochdorf ·
Ingoldingen ·
Kanzach ·
Kirchberg an der Iller ·
Kirchdorf an der Iller ·
Langenenslingen ·
Laupheim ·
Maselheim ·
Mietingen ·
Mittelbiberach ·
Moosburg ·
Ochsenhausen ·
Oggelshausen ·
Riedlingen ·
Rot an der Rot ·
Schemmerhofen ·
Schwendi ·
Seekirch ·
Steinhausen an der Rottum ·
Tannheim ·
Tiefenbach ·
Ummendorf ·
Unlingen ·
Uttenweiler ·
Wain ·
Warthausen